# Campeonato da NACAC de Atletismo Sub-18
O Campeonato da NACAC de Atletismo Sub-18 é um campeonato bianual para atletas menores de 18 anos no ano da competição, sendo realizada entre as associações-membro da Associação de Atletismo da América do Norte, Central e Caribe (NACAC). A edição inaugural ocorreu em 2019 em conjunto com o Campeonato da NACAC Sub-23 de Atletismo, em Querétaro, México. 

## Edições
|    | Ano  | Sede      | País       | Data          | Estádio                       |
| -- | ---- | --------- | ---------- | ------------- | ----------------------------- |
| 1º | 2019 | Querétaro | México     | 5-7 de julho  | Estádio Parque Queretaro 2000 |
| 2º | 2021 | San José  | Costa Rica | 9-11 de julho | Estádio Nacional              |

## Competições
- Campeonato da NACAC de Atletismo
- Campeonato da NACAC de Atletismo Sub-23
- Campeonato da NACAC de Atletismo Sub-20
- Campeonato da NACAC de Marcha Atlética
- Campeonato da NACAC de Corta-Mato
- Campeonato da NACAC de Corrida de Montanha